# Griechische Antike und Aegypten (Klimt)

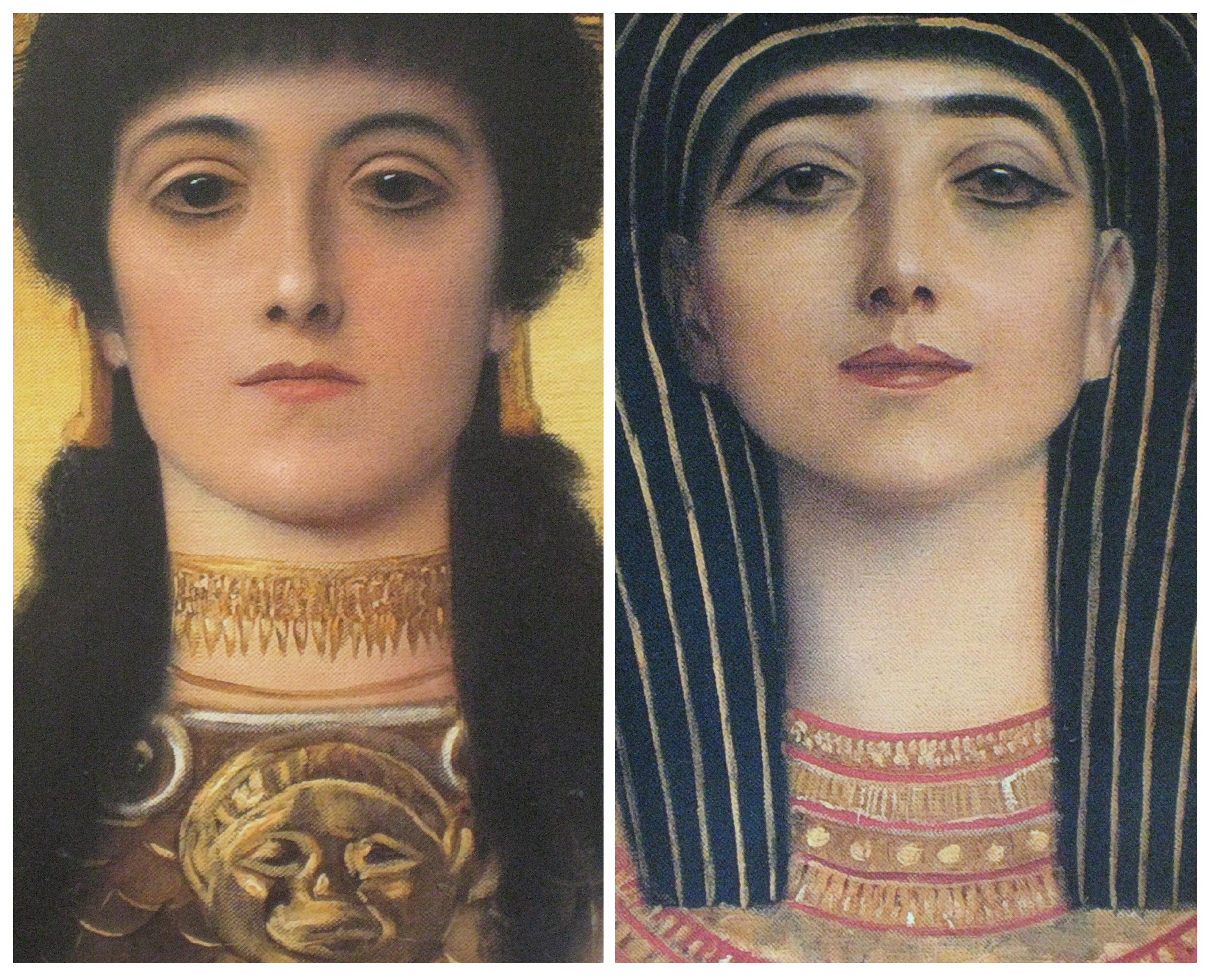
Gegenüberstellung der Gesichter von Athene (links) und Isis (rechts)

Griechische Antike und Aegypten ist ein Bild von Gustav Klimt in einem Zwickel- und Interkolumnienpaar an der Nordwand (Mitte) im Stiegenhaus des Kunsthistorischen Museums in Wien aus dem Jahr 1891.

## Entstehung
Klimt führte auch noch weitere Zwickel- und Interkolumnienbilder im Stiegenhaus aus, darunter Altitalienische Kunst, Florentinisches Cinquecento und Quattrocento und Römisches und Venezianisches Quattrocento.

## Beschreibung

### Motiv und Darstellungsweise
Die Bilder sind Allegorien des antiken Griechenland und alten Ägypten.

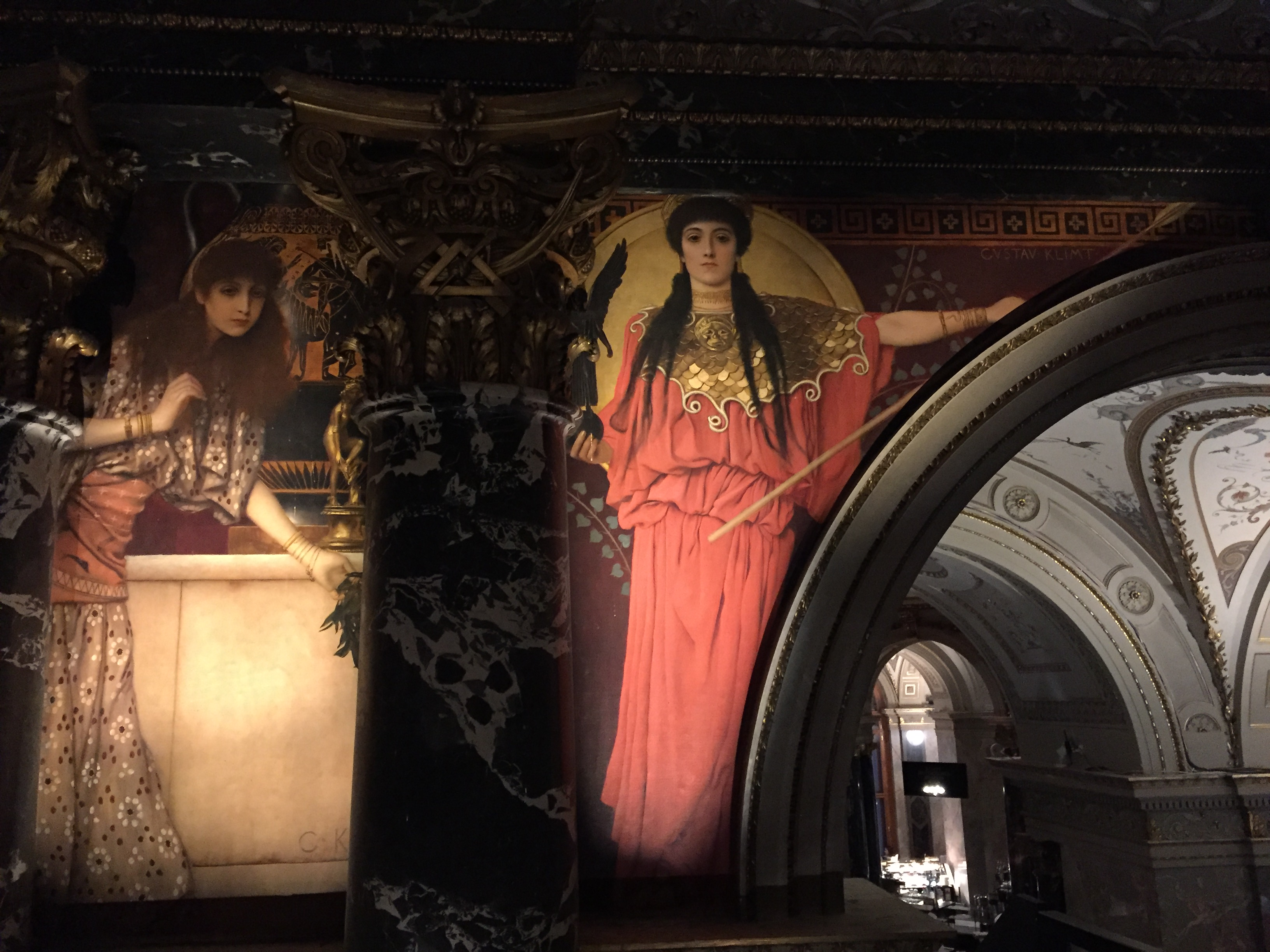
Griechische Antike
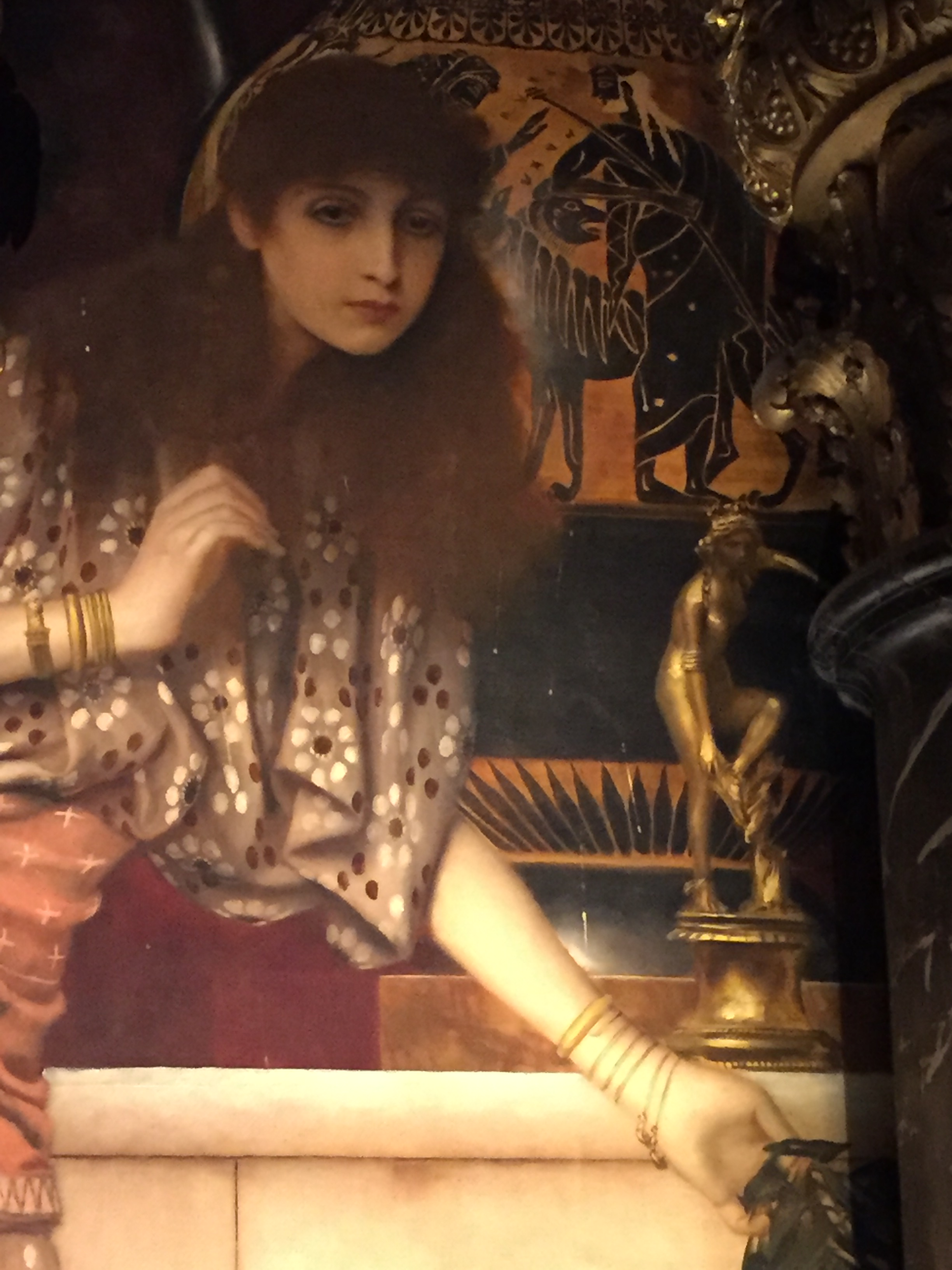
Griech. Antike (Detail)
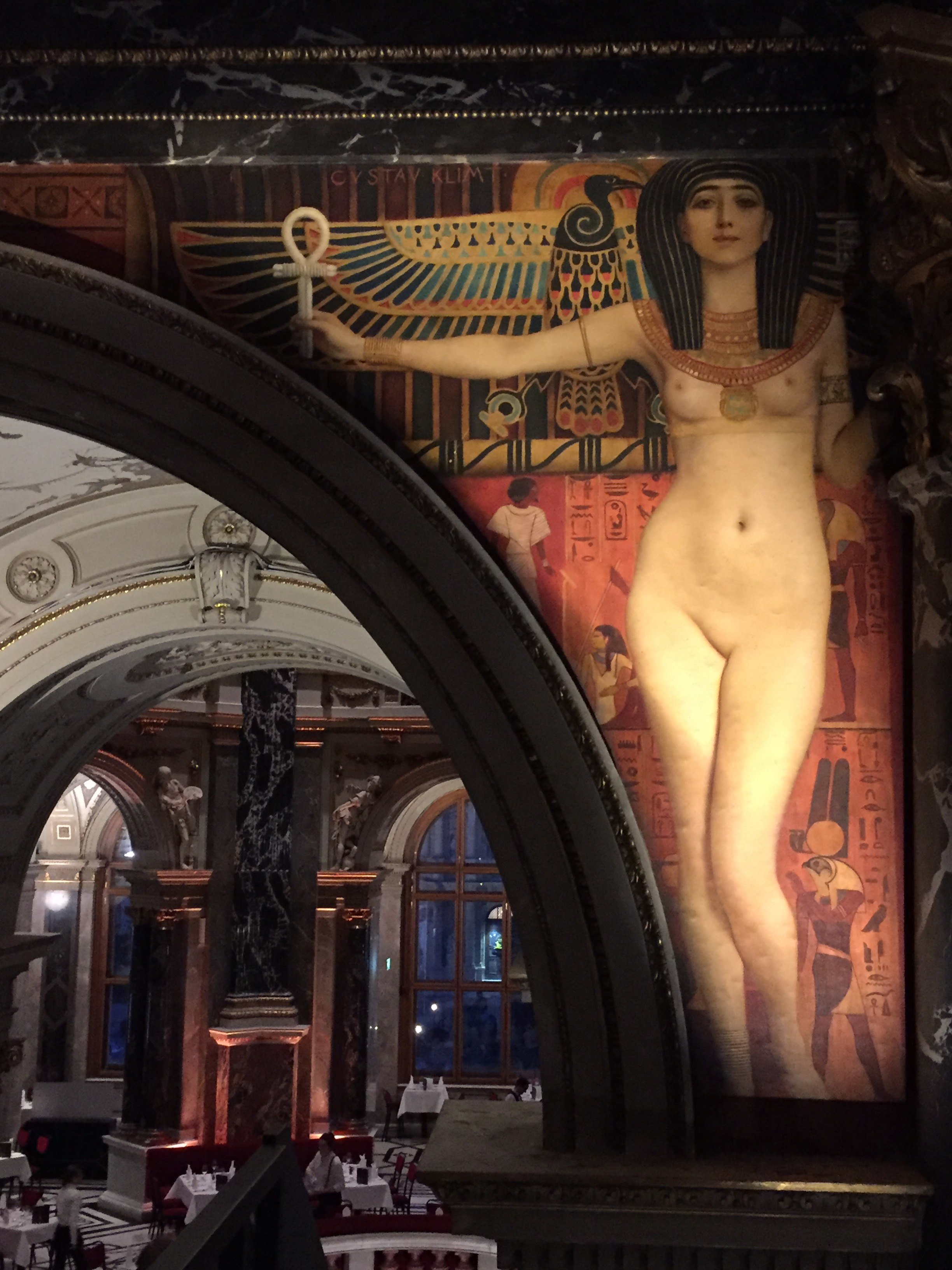
Aegypten I
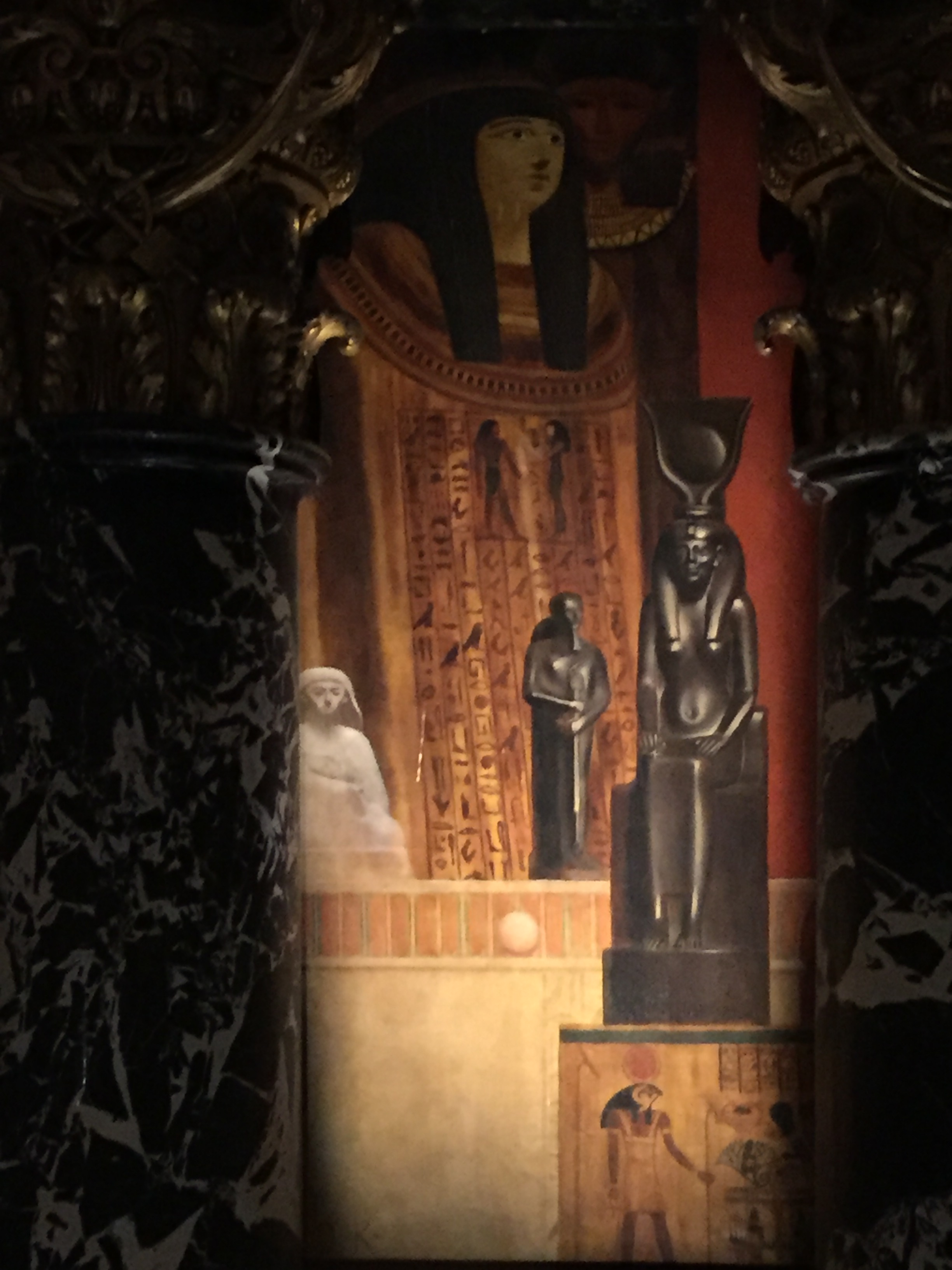
Aegypten II

Die griechische Antike wird durch ein Abbild der Pallas Athene im linken Zwickelbild sowie durch das Mädchen aus Tanagra im angrenzenden Interkolumnium dargestellt. Die in ein rotes Gewand gehüllte Göttin steht vor einem mit Ornamenten verzierten grauen Hintergrund. Sie trägt einen Schuppenpanzer mit Medusenkopf, einen Speer in ihrer linken und eine Nikestatue in der rechten Hand. Der goldene Schild hinter dem Rücken ähnelt optisch einem Tondo. Der ausgestreckte linke Arm der Athene bildet zu den Säulen ungefähr einen rechten Winkel, der Speer in der linken Hand verläuft zum Bogen der Arkade als Tangente. Kopf und Blick richten sich gerade nach vorn. Der Faltenwurf des Gewandes verrät, dass die Göttin ihr linkes Bein um das rechte schlägt, wodurch eine leichte Schräglage zum Bogen der Arkade hin entsteht.
Das Mädchen von Tanagra hält in der linken Hand einen Lorbeerzweig. Im Hintergrund sieht man eine marmorne Brüstung, auf der eine große antike Vase sowie eine Statuette der Aphrodite aus Bronze stehen. Aphrodite ist bis auf ihre Sandalen nackt und greift an den linken Schuh, offenbar um ihn auszuziehen. Beide in diesem Interkolumnium dargestellten Frauen nehmen eine gebückte Körperhaltung ein und wenden ihren Kopf mit einem Seitenblick dem Betrachter zu.
Das alte Ägypten erscheint in Gestalt einer aufrecht stehenden Isis im Zwickelbild (auch Ägypten I oder Ägyptische Kunst I). Bis auf ihre Schmuckstücke steht die Göttin völlig unbekleidet mit gebeugtem linken Knie und Hüftschwung vor einer reich verzierten roten Wand, deren oberer Teil mit Hohlkehle und Rundstab versehen ist. Auf der Hohlkehle ist ein Geier mit ausgebreiteten Flügeln abgebildet. Der Kopf des Geiers ist zum Kopf der Isis gerichtet, die in ihrer rechten Hand ein Anch-Zeichen präsentiert und dabei den Arm zu Athene streckt. In der linken Hand hält sie einen eckigen Gegenstand, der nicht genau bestimmt werden kann.
Das Kinn der Isis ist etwas angehoben, woraus sich ein Blick mit leicht gesenkten Augenlidern ergibt, Augen sowie Mund sind farblich deutlich betont. Auf dem Kopf trägt sie eine schwarze Perücke mit goldenen Strähnen.
Im Interkolumnium rechts neben Isis (auch Ägypten II oder Ägyptische Kunst II) sieht man zwei bemalte, anthropomorphe Holzsärge der Titenese, einen Kanopenkasten mit Hohlkehle und mittigem Knauf, ein Kästchen sowie drei Uschebtis.
Bis auf kleinere Abweichungen wirken Athene und Isis zueinander symmetrisch.

#### Details aus Ägypten I und II

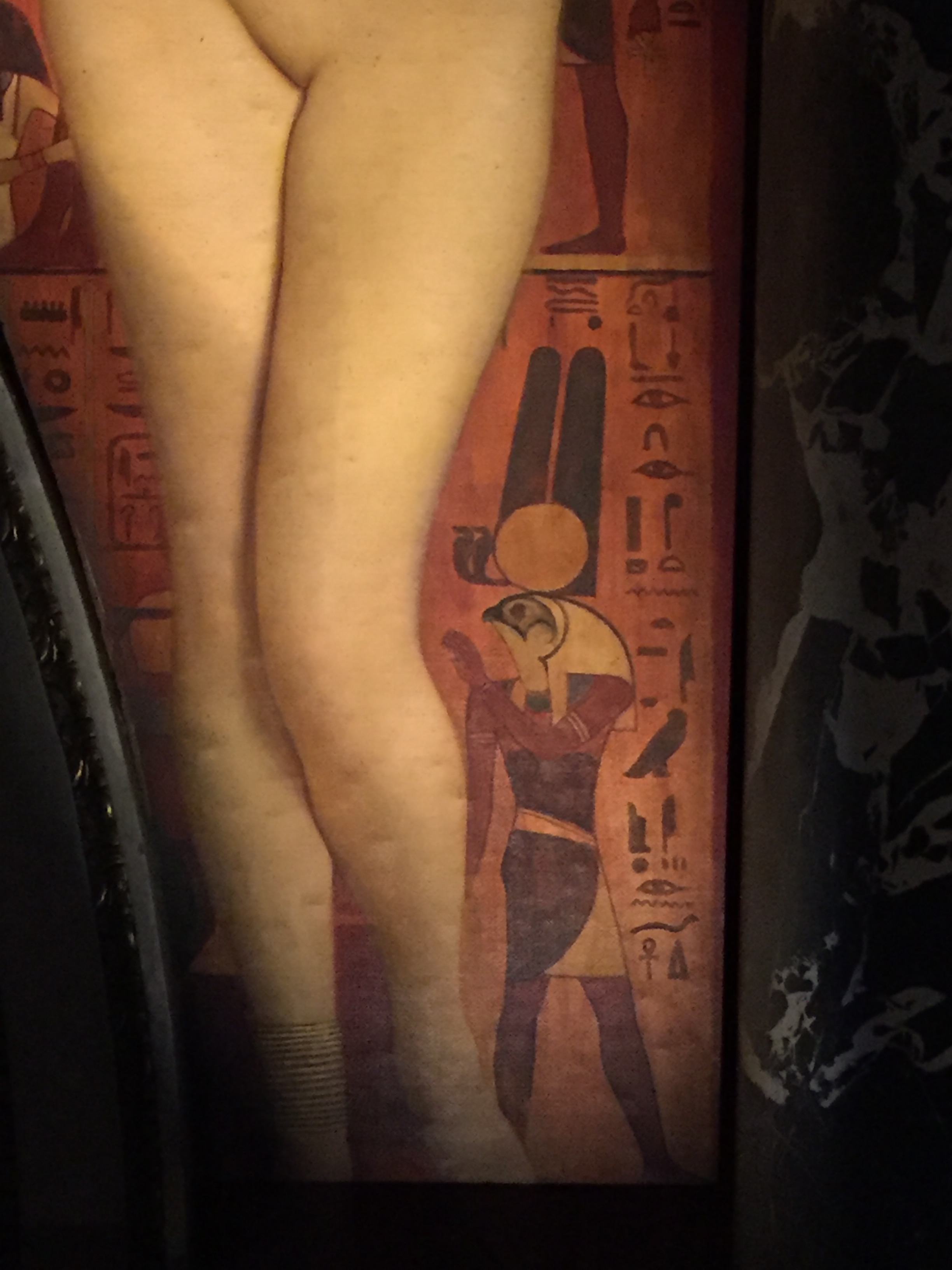
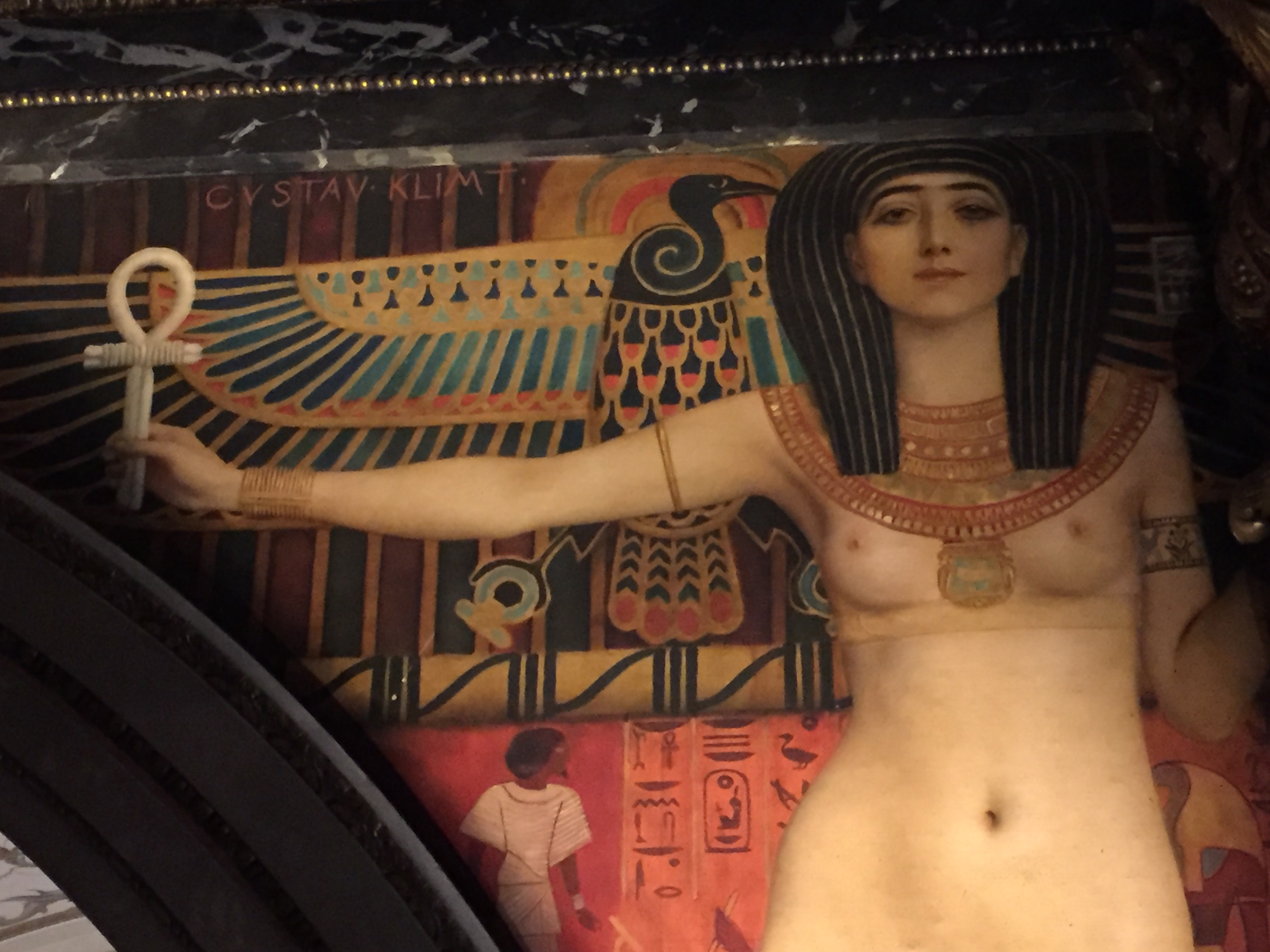
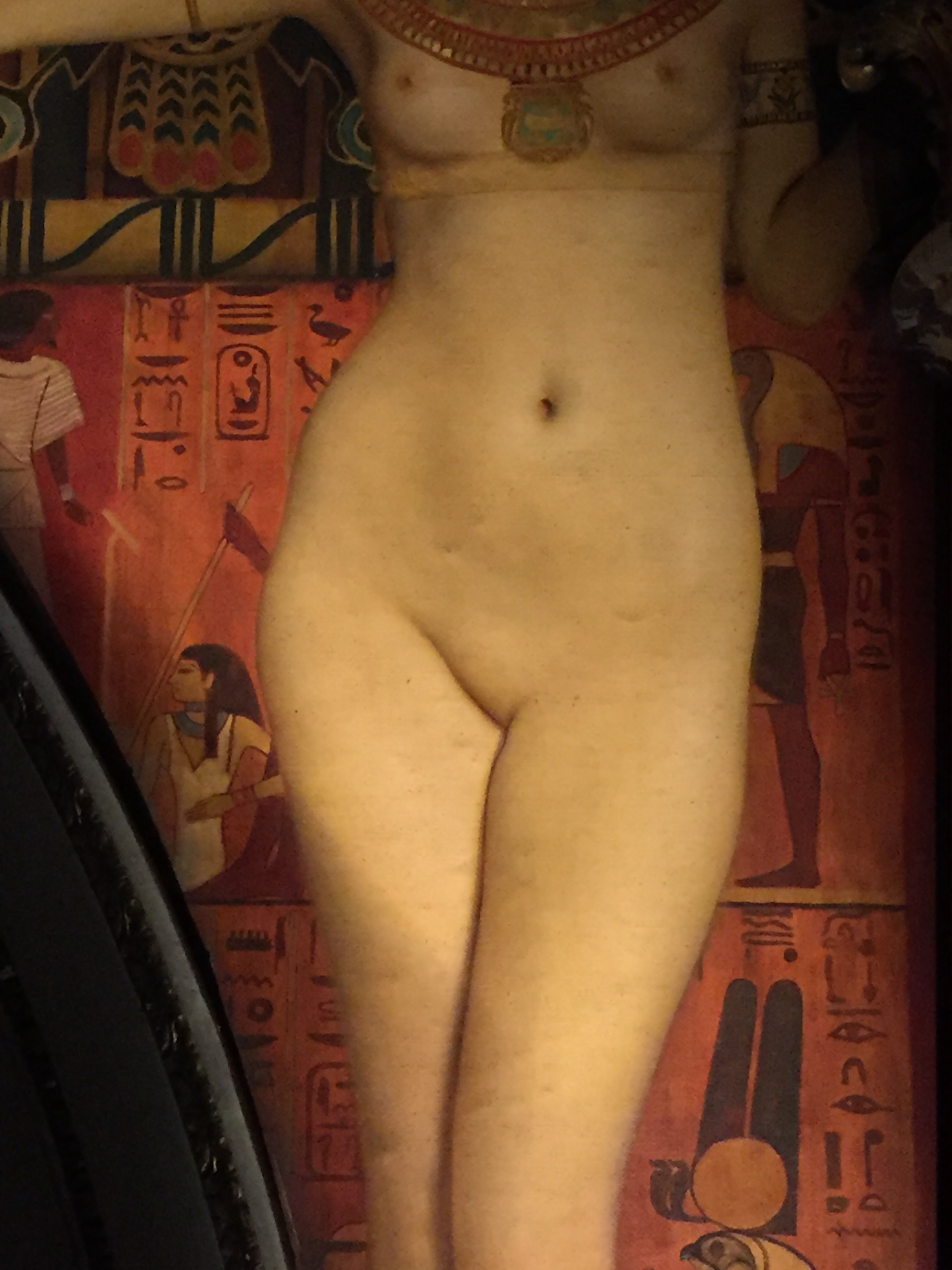
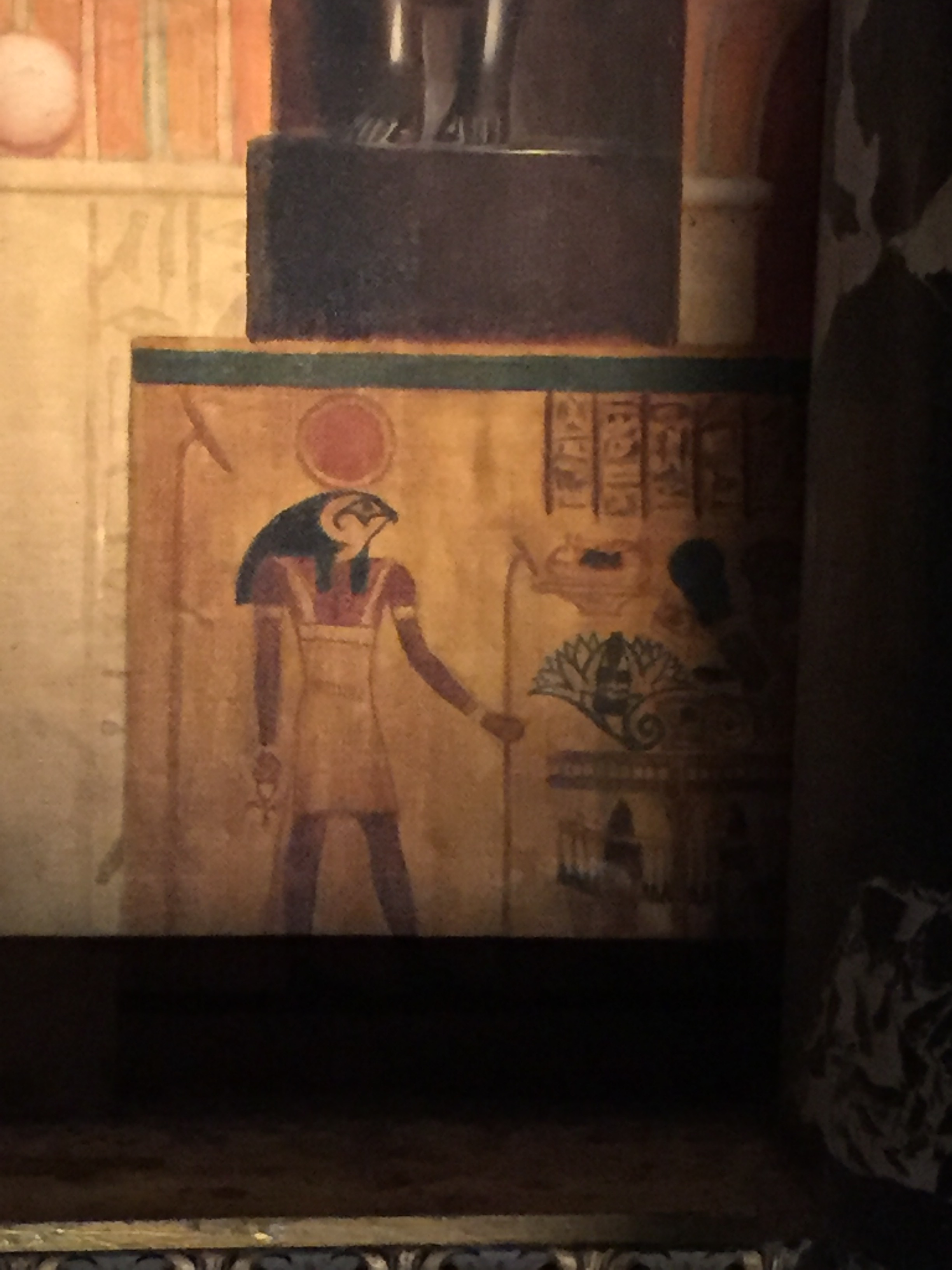
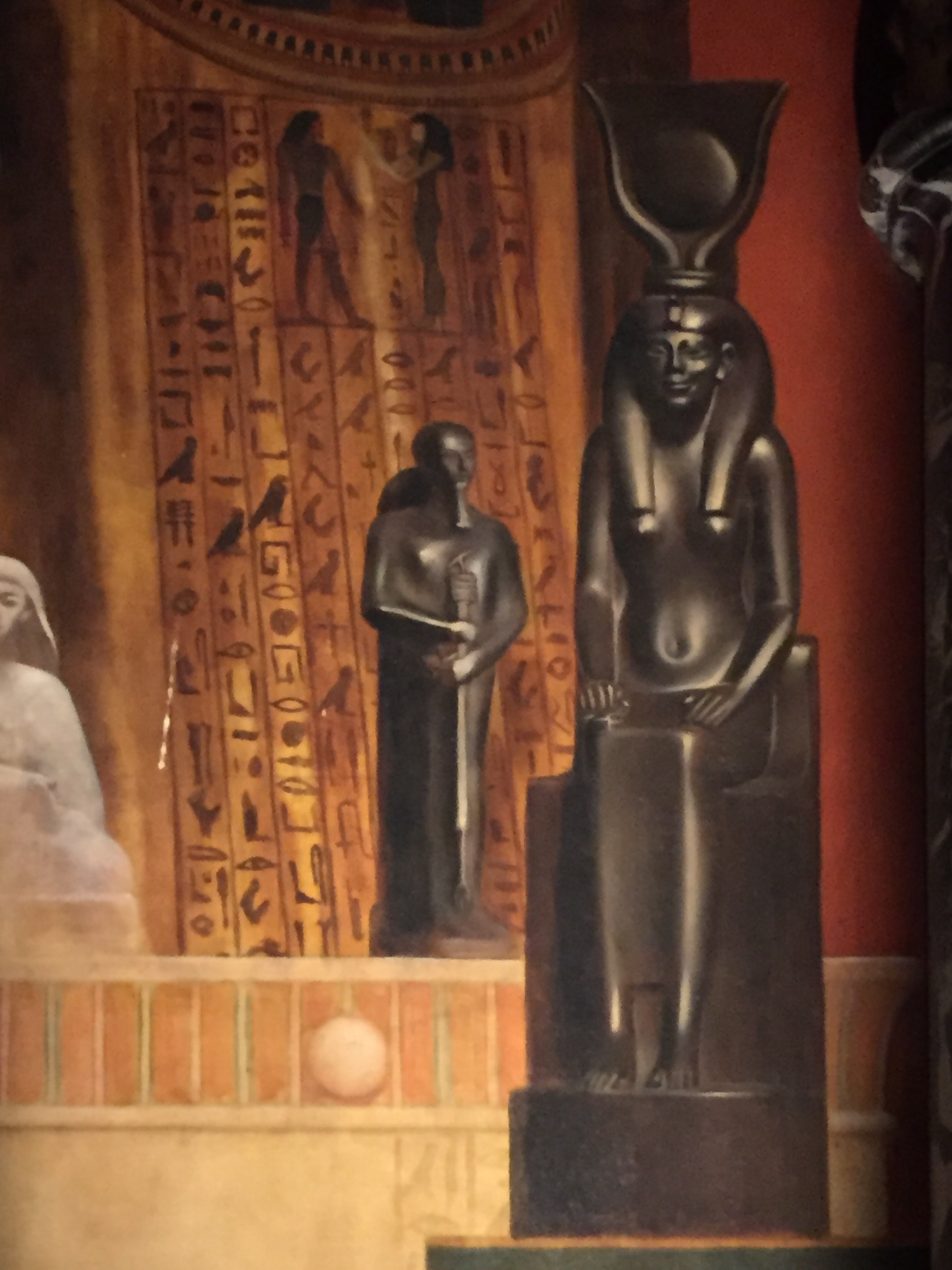
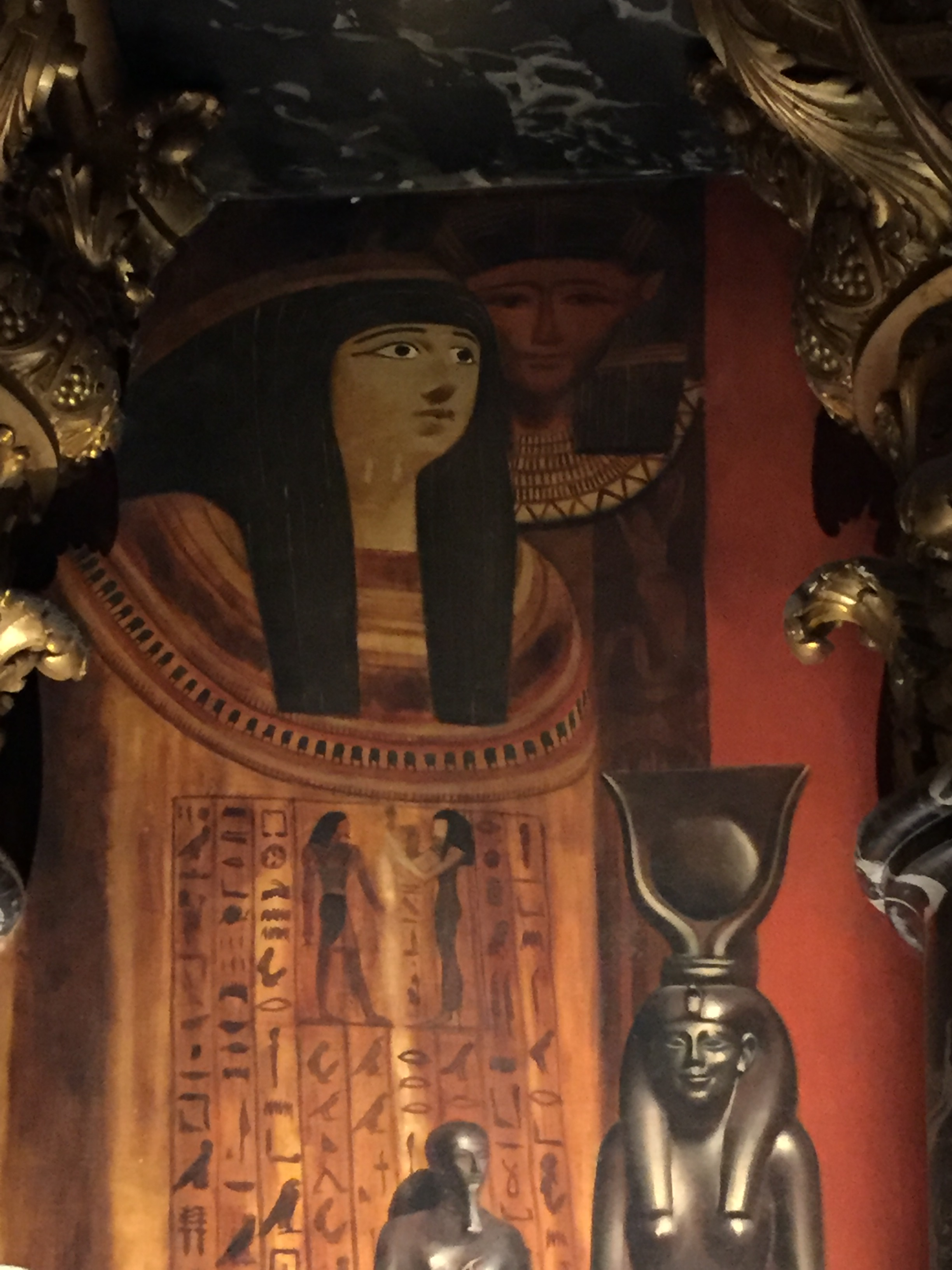
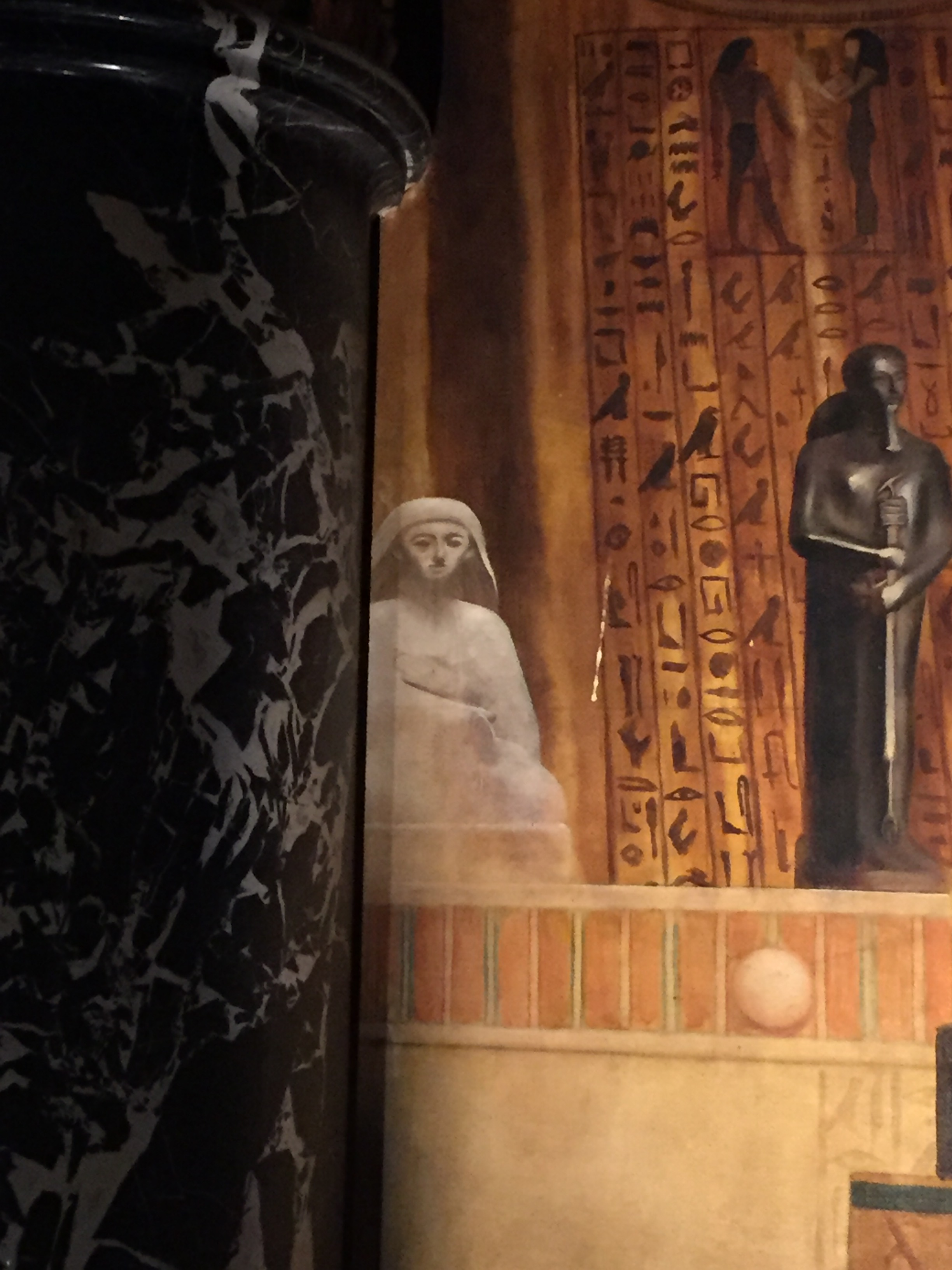

### Deutung
Neben der erotischen Betonung der Isis durch Nacktheit, Hüftschwung und den verführerischen Blick bedient sich Klimt in Aegypten I der Irritation, um die Aufmerksamkeit des Betrachters zu wecken: Eigentlich würde man aufgrund altägyptischer Darstellungen in einer Hand ein Sistrum erwarten, das zu den Attributen dieser Göttin zählt. Klimt kreierte jedoch stattdessen einen Phantasie-Gegenstand mit rechteckiger, durchbrochener Platte und Griff. Eine weitere Kuriosität stellt der neben dem Kopf der Isis platzierte Geierkopf dar, eine in originalen Darstellungen des alten Ägypten unübliche Kombination, weil der Geier als Symbol für die Göttin Nechbet und nicht als jenes der Isis gilt.
In Mädchen aus Tanagra stellt Klimt sowohl die junge Frau als auch die Statuette der Aphrodite in gebückter Haltung dar, wobei das Mädchen im Gegensatz zur nackten Aphrodite bekleidet ist. Hier lässt sich eine Analogie zu den Zwickelbildern erkennen: Sowohl Athene als auch Isis stehen aufrecht, jedoch ist Athene bekleidet, Isis erscheint völlig nackt und könnte demnach mit der Liebesgöttin Aphrodite aus dem Interkolumnium in Verbindung gebracht werden. Durch diese Analogie verstärkt der Künstler die Erotik seiner Isis.
Bei Athene ist der Einfluss des Historismus zu sehen, wobei die ungewöhnliche, provokant erotische Darstellung der Isis bereits deutliche Anzeichen für eine stilistische Innovation bei Klimt einläutet. Die Isis ähnelt seinen Nuda Veritas-Werken von 1898 bzw. 1899, allerdings kann dieses Zwickelbild inhaltlich noch nicht als Nuda Veritas gedeutet werden. In Ägypten I geht es wohl eher um den erotischen Aspekt und nicht um die Suche nach Wahrheit.

## Vorbilder und Nachwirkung

### Vorbilder
Klimt bediente sich mehrerer Vorbilder, die nicht in der Wiener Antikensammlungen zu finden sind. Dies war vermutlich nötig, weil zur Entstehungszeit dieser Zwickel- und Interkolumnienbilder die Wiener Ägyptische Sammlung aufgrund des bevorstehenden Umzuges vom Unteren Belvedere ins Kunsthistorische Museum nicht mehr zugänglich war.
Wichtige Anregungen für die in Aegypten I und II dargestellten Objekte holte sich Klimt aus folgenden illustrierten Büchern:
- Auguste Mariette: Album du Musée de Boulaq 1872 (Digitalisat).
- Émile Prisse d’Avesnes: Atlas de l’historique de l’art egyptien Paris 1879 (Digitalisat).
- Édouard Naville: Das aegyptische Todtenbuch der XVIII bis XX. Dynastie. Berlin 1886 (archive.org).

Für das Zwickelbild Aegypten I dienten Schmuckstücke aus dem Atlas de l’historique de l’art egyptien als Vorbild. So entstand beispielsweise der Geier im Zwickelbild aus einem in diesem Buch abgebildeten Anhänger aus dem Serapeum in Saqqara, bei dem Klimt den Widderkopf durch den eines Geiers ersetzte. Der eckige, metallisch wirkende Phantasie-Gegenstand in der linken Hand der Isis geht auf Amulette im Album du Musée de Boulaq zurück. Im Interkolumnium Aegypten II gab Klimt mehrere in diesem Buch dargestellte Stücke mit großer Genauigkeit wieder. Außerdem lieferten dem Künstler Strichzeichnungen in Navilles Band wichtige Grundlagen für das Interkolumnium.
Die auf dem Kanopenkasten stehende schwarze Figur ist einer monumentalen Statue des Gottes Ptah aus der Zeit des Pharao Amenophis III. nachempfunden, die sich seit 1824 im Besitz des Museo Egizio in Turin befindet. Welche Abbildung dieser Statue Klimt zur Verfügung stand, ist nicht bekannt.
Eine römische Kopie der Athena Parthenos von Phidias weist gewisse Ähnlichkeit mit Klimts Zwickelbild Griechische Antike auf. Die schwarze Perücke mit goldenen Strähnen auf dem Kopf der Isis ähnelt der Gestaltung altägyptischer Särge.
Weitgehend ungeklärt sind die antiken Vorbilder für das Interkolumnium Mädchen aus Tanagra. Zwar befinden sich in der Antikensammlung des Kunsthistorischen Museums Wien auch Frauenfiguren aus Tanagra, diese unterschieden sich jedoch in ihrer Körperhaltung von Klimts Darstellung. Denkbar wäre vielleicht, dass sich der Künstler an Exemplaren eines anderen Museums orientiert hat, wie etwa einer weiblichen Figurine beim Kneten von Brotteig im Archäologischen Nationalmuseum von Athen, die wie Klimts Mädchen eine gebückte Haltung, einen ausgestreckten und einen abgewinkelten Arm aufweist. Ebenso bekannt sind verschiedene antike Figuren der Aphrodite, die sich eine Sandale auszieht.

### Nachwirkung
1898, sieben Jahre nach der Entstehung von Griechische Antike und Aegypten, schuf Klimt das Ölbild Pallas Athene, in dem die Göttin eine kleine, nackte Frauenfigur in der Hand hält, die die Nuda veritas („Nackte Wahrheit“) symbolisiert. 1898 bzw. 1899 schuf er zwei Nuda Veritas-Werke, in denen die Veritas in ihrer rechten Hand einen Spiegel hält. Hier lassen sich Ähnlichkeiten zu Klimts Isis im Zwickelbild Aegypten erkennen, die ein Anch-Zeichen in ihrer rechten trägt.

### Galerie

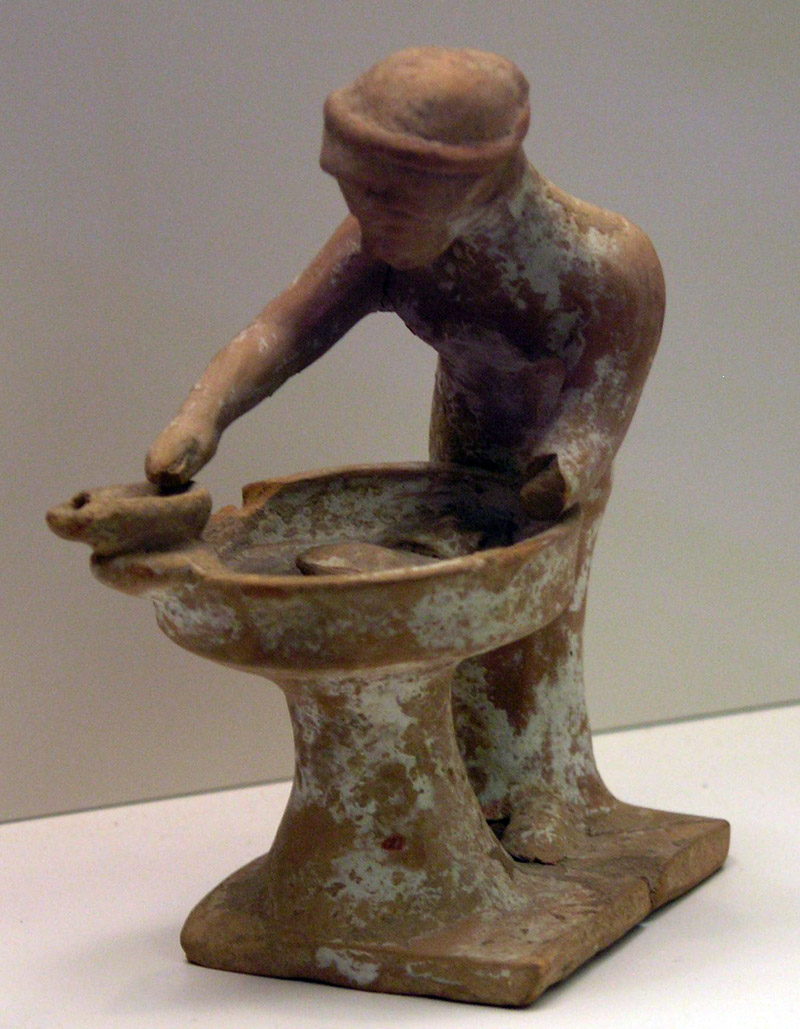
Weibliche Figur aus Tanagra beim Kneten von Brotteig (rund 500–475 v. Chr.), Archäologisches Nationalmuseum Athen
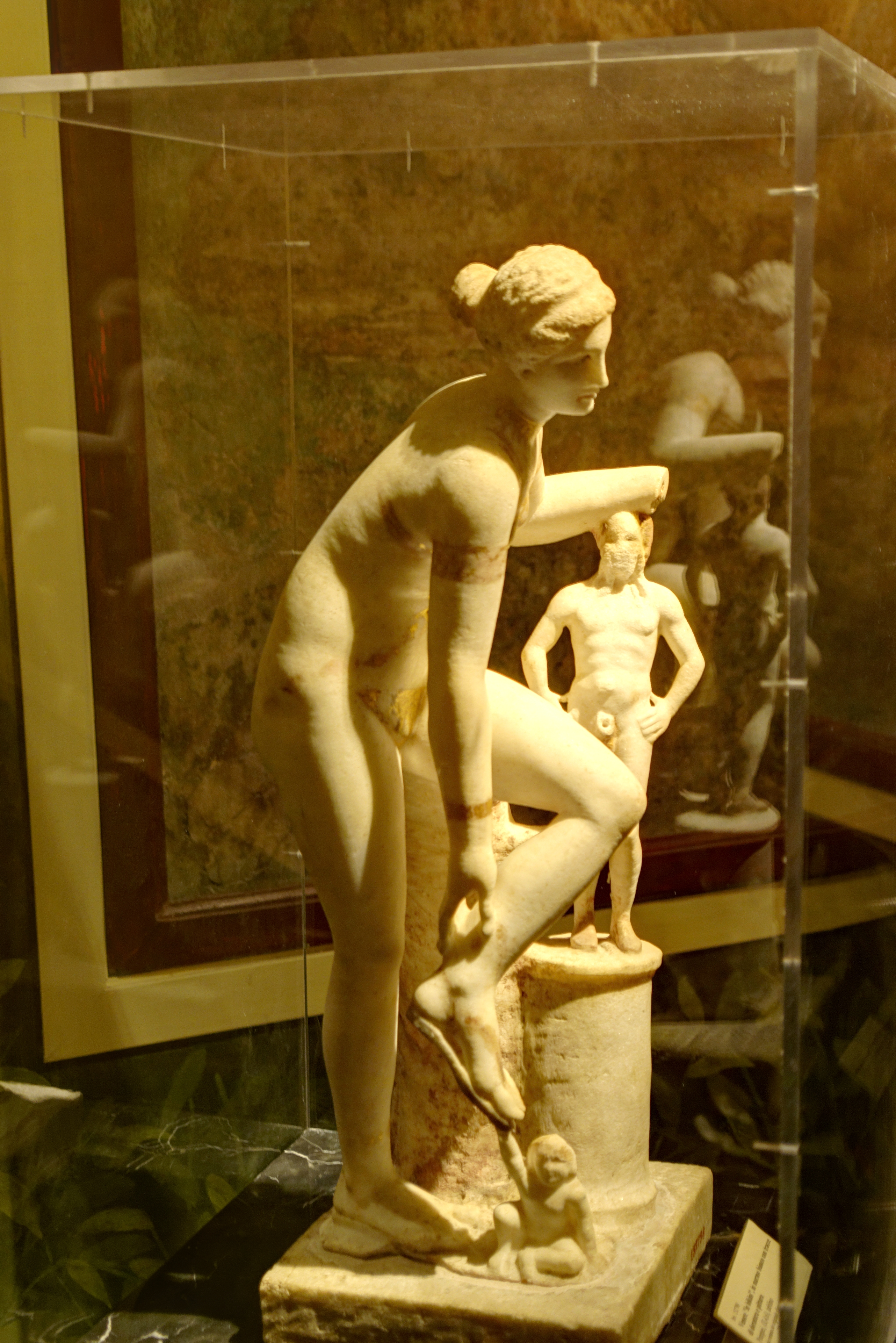
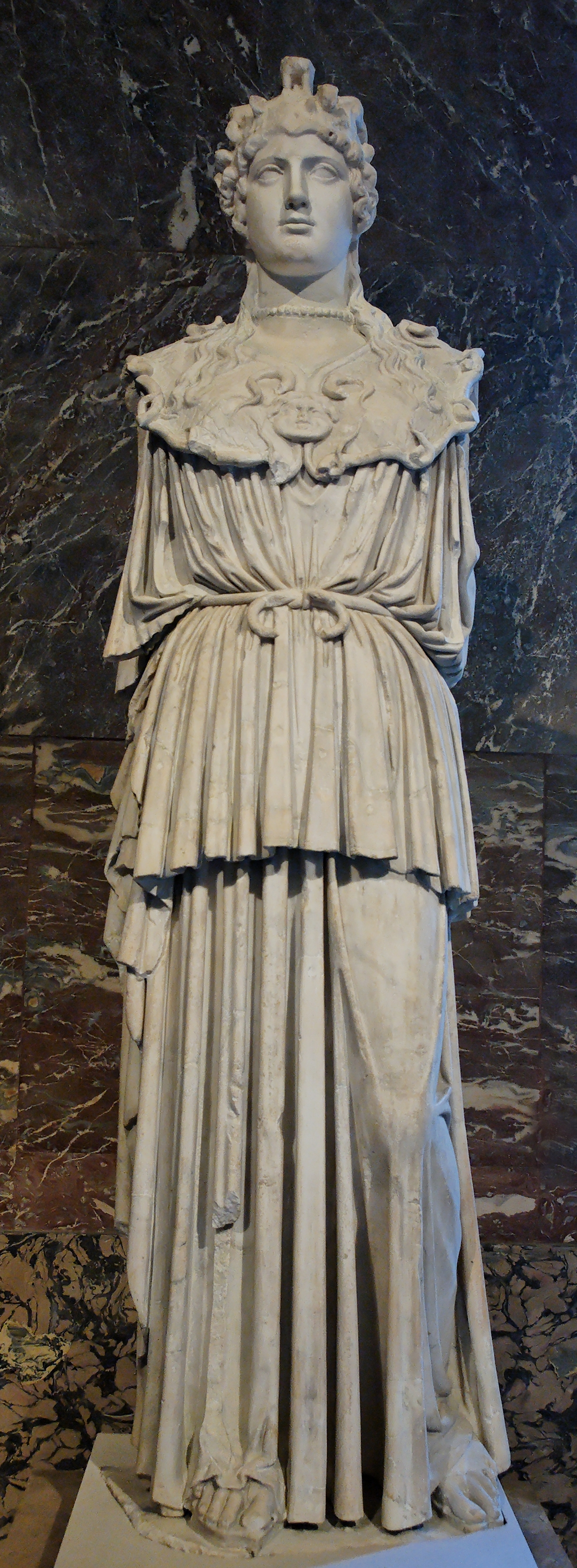
Athena Parthenos nach Phidias, Museum des Louvre (Paris)
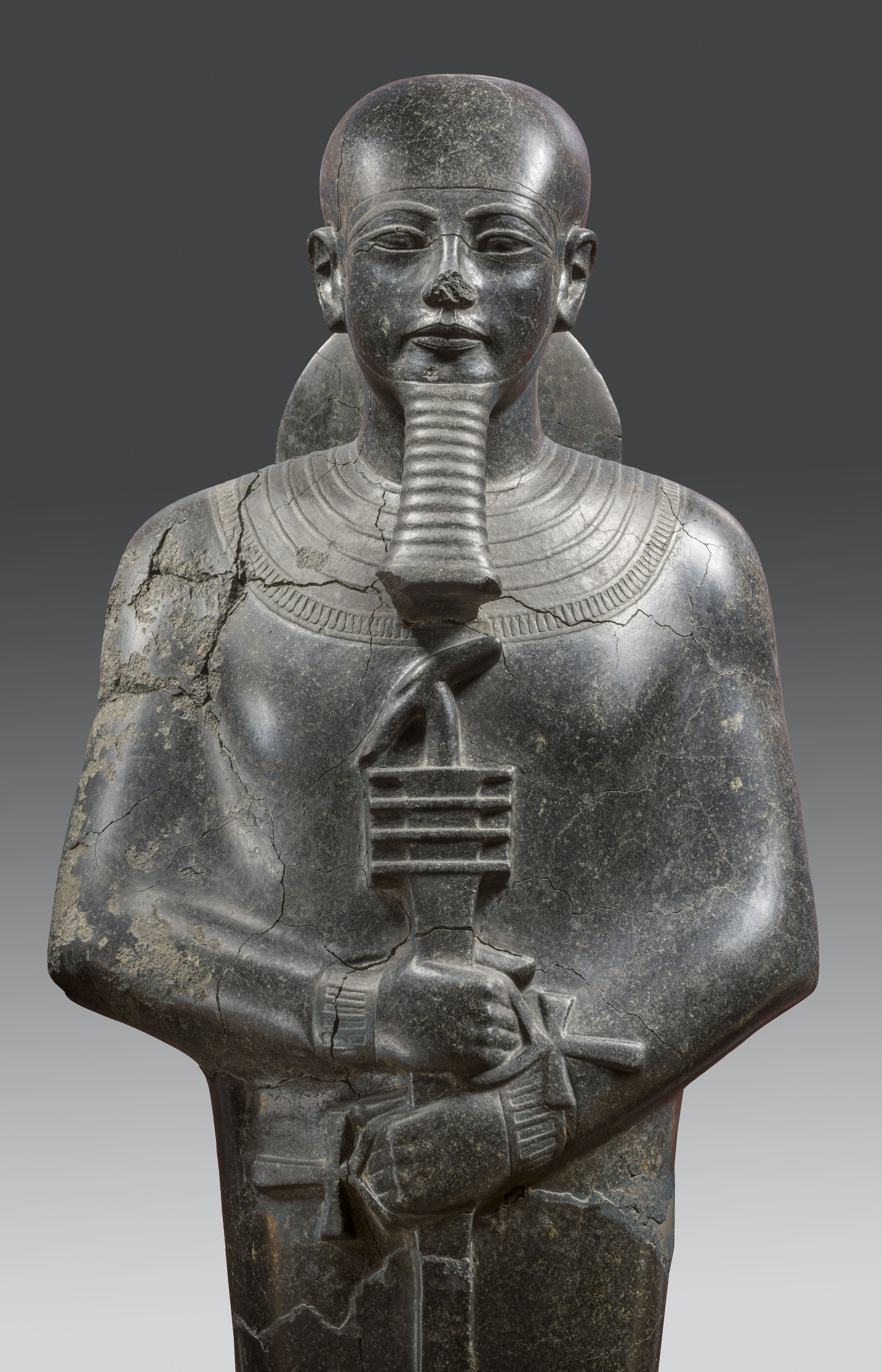
Statue des Gottes Ptah, (Museo Egizio, Turin)
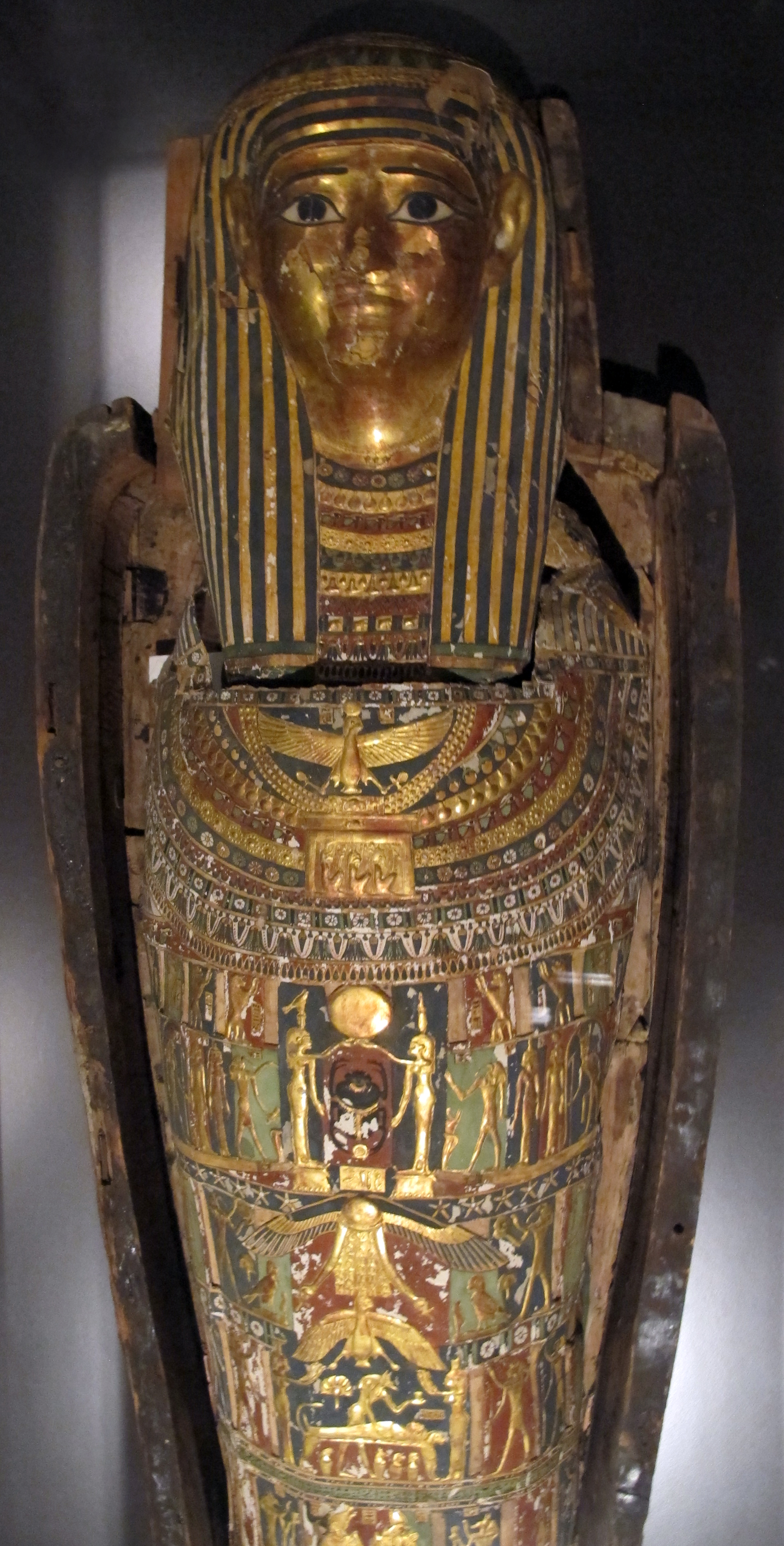
Beispiel für einen altägyptischen Sarg (Archäologisches Nationalmuseum Florenz)
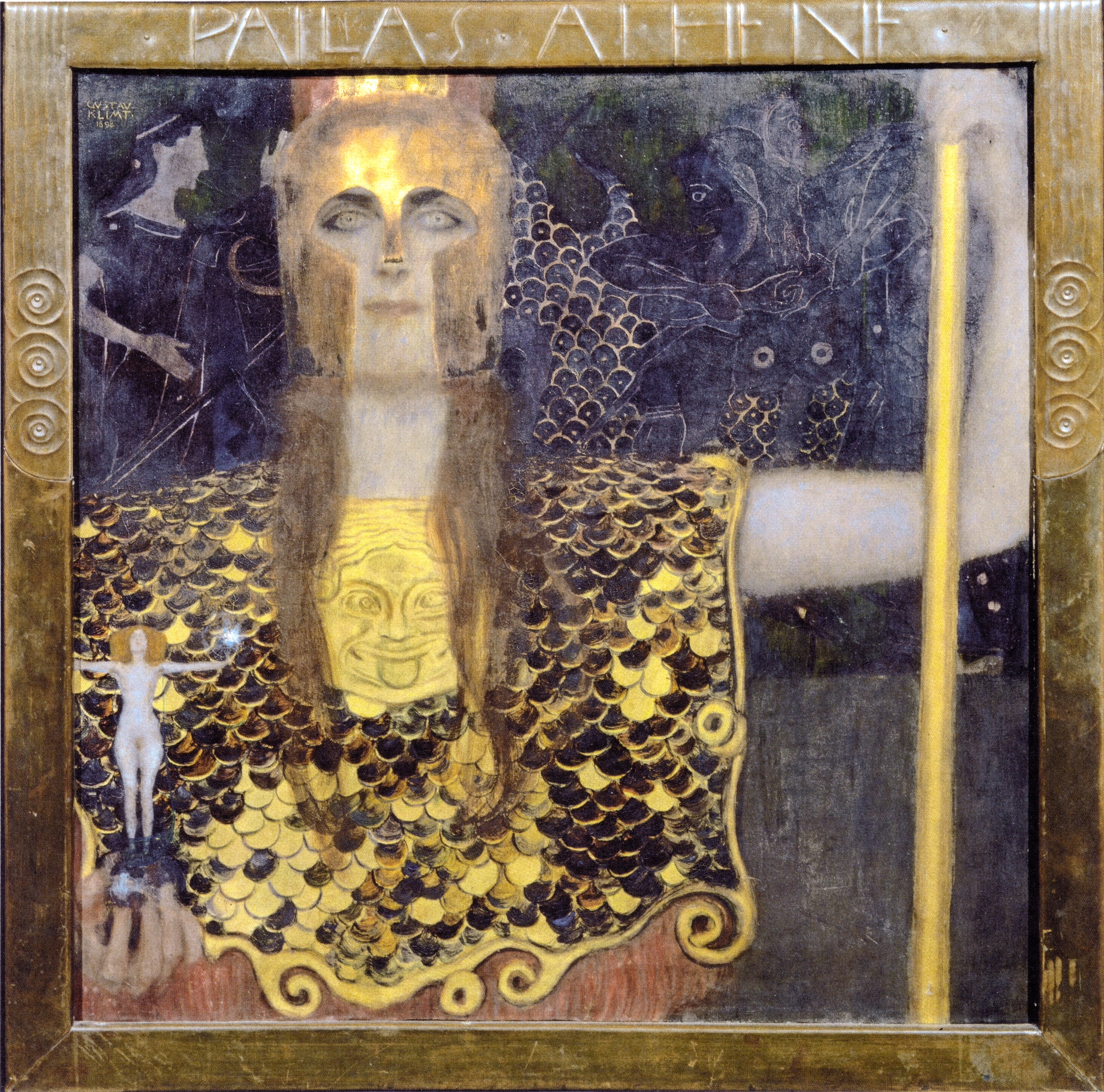
Klimt: Pallas Athene (1898)
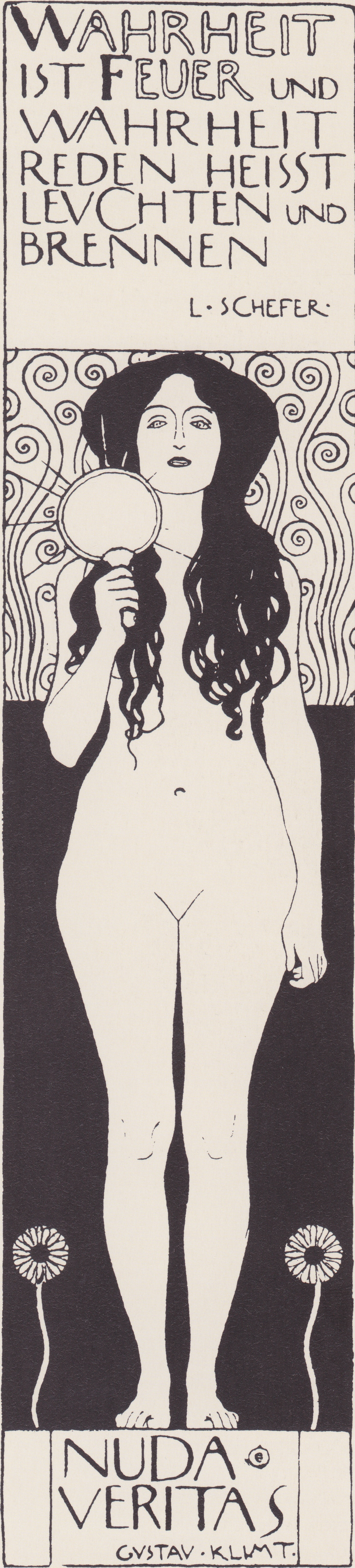
Klimt: Nuda Veritas, Illustration für die Zeitschrift Ver Sacrum, März 1898
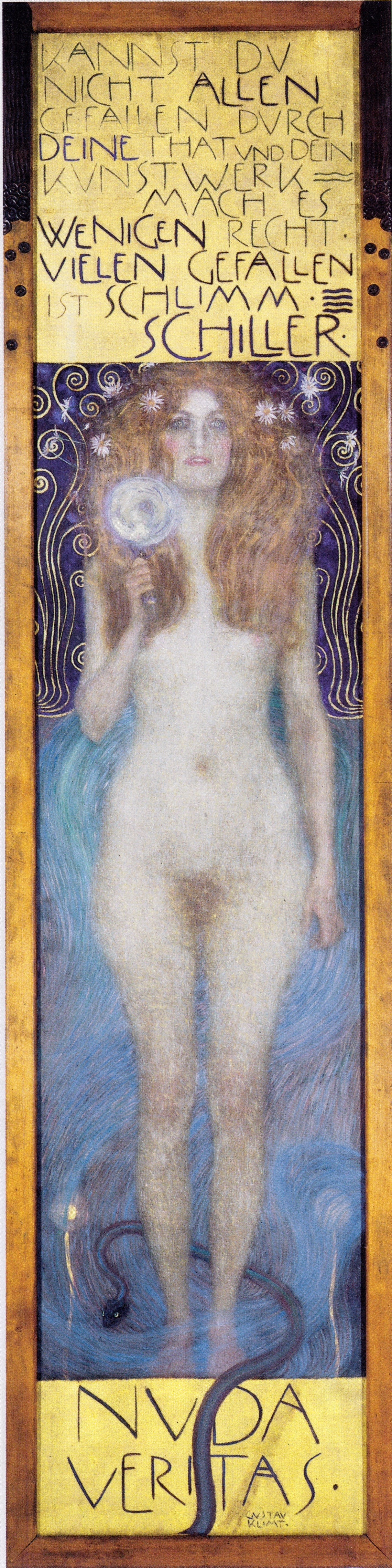
Klimt: Nuda Veritas (1899)